# Giugno della Canzone Napoletana
Il Giugno della Canzone Napoletana si tenne a Napoli il 24 e 25 giugno, con finalissima il 2 luglio 1961.

## La manifestazione
Improntata sullo stile del Festival di Napoli, la manifestazione si svolse a Napoli, al Teatro Mediterraneo, nella Mostra d'Oltremare, e vide un debuttante Pippo Baudo alla conduzione del programma.
Furono presentate ventiquattro canzoni interpretate da ventisei artisti provenienti dal panorama della Canzone napoletana e della Canzone italiana, da Sergio Bruni a Milva, da Nilla Pizzi a Mario Abbate, da Nunzio Gallo ad Achille Togliani.

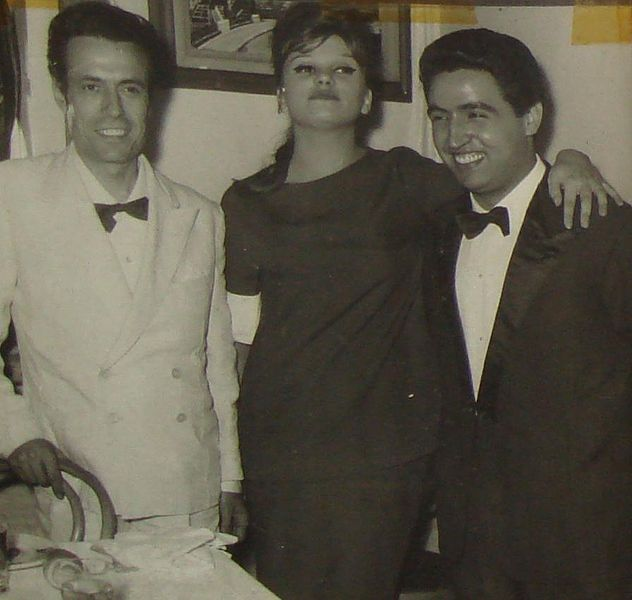
Salvatore Mazzocco, Milva e Mario Trevi nel 1961

L'artista rivelazione della manifestazione sarà il giovane Mario Trevi che, interpretando Mare verde (Giuseppe Marotta - Salvatore Mazzocco), con Milva, si aggiudica il secondo posto.

## Votazione
La votazione avviene tramite le schedine dell'Enalotto. Le schedine giocate per la manifestazione sono 897.925, per un incasso di circa 90 milioni di lire.

## Classifica, canzoni e cantanti

### Finaliste
| Posizione | Canzone                  | Autori                             | Artista                         | Voti    |
| 1.        | Credere                  | (De Crescenzo - R.Forlani - Forte) | Milva - Nunzio Gallo            | 178.856 |
| 2.        | Mare verde               | (Marotta - Mazzocco)               | Mario Trevi - Milva             | 118.831 |
| 3.        | T' 'e pigliato 'o sole   | (Fiore - Barile)                   | Sergio Bruni - Luciano Virgili  | 69.525  |
| 4         | Napule dinto e fora      | (Caccavale - Bixio)                | Nino Taranto - Quartetto Cetra  | 51.807  |
| 5         | Cielo                    | (Pisano - Alfieri)                 | Aurelio Fierro - Luciano Tajoli | 40.570  |
| 6         | 'O suonno tene vint'anne | (Manlio - D'Esposito)              | Giuseppe Negroni - Flo Sandon's | 38.555  |
| 7         | 'Na musica               | (Pugliese - Modugno)               | Miranda Martino - Joe Sentieri  | 37.172  |
| 8         | 'O tesoro                | (De Mura - De Angelis - Gigante)   | Maria Paris - Aurelio Fierro    | 31.903  |
| 9         | Notte 'ncantata          | (Manetta - Vian)                   | Nilla Pizzi - Mara Del Rio      | 28.335  |
| 10        | Eterno ammore            | (Russo - Palmieri)                 | Luciano Tajoli - Aura D'Angelo  | 25.633  |
| 11        | Si nun se chiamma ammore | (Parente - Toniutti - Amendola)    | Aura D'Angelo - Flo Sandon's    | 24.369  |
| 12        | Ammore senza fine        | (Martucci - Rendine)               | Nunzio Gallo - Nilla Pizzi      | 23.822  |

### Non finaliste
| Canzone                   | Autori                          | Artista                               | Voti   |
| Nuttata 'e mandulino      | (De Filippis - Albano)          | Fausto Cigliano - Enzo Jannace        | 23.525 |
| 'O lione                  | (Nisa - Fanciulli)              | Nino Taranto - Joe Sentieri           | 22.852 |
| T'aspettavo               | (Annona - Acampora)             | Mario Abbate - Luciano Glori          | 22.782 |
| Tutt' 'e dduje            | (Mallozzi - Chiarazzo - Ruocco) | Sergio Bruni - Maria Paris            | 22.105 |
| E' napulitana             | (De Lutio - Cioffi)             | Mario Trevi - Giuseppe Negroni        | 21.858 |
| 'O fidanzato              | (Dini - Mangieri)               | Gloria Christian - Quartetto Cetra    | 20.453 |
| Comme se fa l'ammore      | (Bonagura - Romeo)              | Mara Del Rio - I 4 Caravels           | 20.357 |
| 'Ncantesimo sott' 'a luna | (Italomario - Benedetto)        | Miranda Martino - Mario Abbate        | 17.928 |
| 'Nammuratella             | (Di Gianni - Buonafede)         | Fausto Cigliano - Luciano Glori       | 17.085 |
| E aspetto a tte!          | (Furnò - Oliviero)              | Giacomo Rondinella - Achille Togliani | 15.873 |
| Pecché te sto vicino      | (De Martino - Zanfagna)         | Gloria Christian - Achille Togliani   | 13.082 |
| Comme luceno 'e stelle    | (Gargiulo - Spagnolo)           | Gina Armani - Enzo Jannace            | 10.647 |

## Orchestra
Diretta dai maestri: Eduardo Alfieri, Gorni Kramer, Gino Conte, Ennio Morricone, Luciano Maraviglia, Luigi Vinci, Franco Pisano, Franco Cassano, Pasquale Frustaci.

## Organizzazione
Ente per la Canzone Napoletana.